# Sonia Martínez
María Sonia Martínez Mecha, conocida como Sonia Martínez (Madrid, 23 de septiembre de 1963 - Madrid, 4 de septiembre de 1994), fue una actriz y presentadora de Televisión Española.
Alcanzó fama por presentar el programa infantil Dabadabadá (1983-1984) y realizar apariciones en el cine durante los años ochenta. En la segunda mitad de la década fue objeto de ataques de la prensa y conflictos laborales que desembocaron en una adicción a la heroína, falleciendo finalmente en el año 1994 por complicaciones derivadas del sida.

## Biografía

### Los inicios
Sonia recibió su Educación Primaria en el Colegio Público El Patriarca Obispo Eijo Garay de Madrid, para más tarde cursar estudios de BUP en el Instituto Beatriz Galindo, donde llegó a ser subcampeona de Castilla de Natación. Su afición por el deporte le venía de familia, ya que su hermana menor era Irene Martínez, que fue gimnasta del equipo español entre los años 1979 y 1984, y llegó a participar en los Juegos Olímpicos de Moscú 1980 y de Los Ángeles 1984.
En 1982 decidió presentarse a las pruebas de selección convocadas por Televisión Española para presentar 3, 2, 1... contacto, un nuevo programa infantil-juvenil —para niños de entre 10 y 14 años— que pretendía divulgar entre los jóvenes los principios de la ciencia. El espacio televisivo era la adaptación de un formato norteamericano creado por la productora CTW, la misma que creó Barrio Sésamo. Sonia fue seleccionada junto a otros tres jóvenes de su edad —Fernando Rueda, Marifé Rodríguez y Luis Bollaín— y en ese momento comenzó su carrera en televisión.

### El éxito
Cuando 3, 2, 1... contacto se canceló, Sonia fue elegida en el año 1983 para sustituir a Mayra Gómez Kemp al frente de Dabadabada. Se trataba del programa estrella de la programación infantil de la cadena pública TVE, y, durante las temporadas de 1983 y 1984, Sonia Martínez se convirtió en uno de los rostros más populares de la televisión en España.
La fama conseguida en el programa le sirvió como trampolín para iniciar su carrera de actriz. Rechazó intervenir como azafata en el programa Un, dos, tres, de Narciso Ibáñez Serrador, así como en la película La vaquilla, de Luis García Berlanga, y finalmente debutó en el cine en 1984 con Epílogo, de Gonzalo Suárez. Seguirían otros filmes como Violines y trompetas  (1984), de Rafael Romero Marchent y Perras callejeras (1985), de José Antonio de la Loma, y un pequeño papel en la serie de televisión Segunda enseñanza (1986), de Pedro Masó, con guiones de Ana Diosdado.
Fue esa su época dorada, pues junto a los éxitos profesionales, Sonia se convirtió en una habitual de fiestas y actos sociales, y objetivo de la prensa del corazón, que le atribuyó un romance con el hijo de la Duquesa de Alba Cayetano Martínez de Irujo, aunque ella prefirió tratar ese tema con discreción y se limitó a decir que solamente existía una relación de amistad.
En el año 1985 falleció su madre, Petri, a los 45 años, a causa de un cáncer, hecho que la sumió en una depresión, y a finales del mismo año Sonia decidió abandonar España durante varios meses para trasladarse a Nueva York con la intención de perfeccionar sus conocimientos de inglés, trabajar para un canal privado de la televisión de esa ciudad, y con ambas cosas cumplir una promesa hecha a su madre.

### El declive
En el año 1986 Sonia se hallaba en la isla de Ibiza rodando el episodio número 12 de la teleserie policiaca Großstadtrevier, de la cadena de televisión estatal alemana ARD, concretamente el titulado «Fotos aus Ibiza», donde interpretaba a la agente María de la policía local ibicenca encargada de acompañar en sus pesquisas a otra policía de Hamburgo —interpretada por la actriz Mareike Carrière—.
Durante un descanso en dicho rodaje, un fotógrafo de la revista Interviú la sorprendió semidesnuda en una playa ibicenca, y las fotografías, que se publicaron en dicho medio sin consentimiento previo, causaron cierta polémica en el mundo televisivo español de la época, provocando que se le apartara del programa de divulgación medioambiental En la naturaleza, que en aquel momento presentaba en TVE, hecho que marcaría un punto de inflexión en su vida y del que quedó constancia en declaraciones de la propia Sonia.
El asunto llegó hasta el propio Parlamento, y el entonces diputado Javier Rojo, del Grupo Socialista, dirigió una pregunta al director general de Radiotelevisión Española, José María Calviño, acerca de las razones de la salida de Sonia de TVE tras varios años de relación profesional. Calviño argumentó que las razones habían sido únicamente de tipo contractual.
Tras ganar un juicio a TVE para lograr su readmisión, Sonia fue elegida para presentar el programa La bola de cristal, que estaba en emisión desde 1984 y cuya anterior conductora había sido Olvido Gara, la popular Alaska. En 1988 TVE toma la decisión de suprimir La Bola de su programación, poniendo así fin a este espacio, por lo que, si existieron capítulos grabados con Sonia como presentadora, estos no llegaron a ser emitidos.
Con ello se dio por terminada definitivamente la relación de Sonia con Radiotelevisión Española. La actriz se traslada entonces a vivir a Burgos con una nueva pareja sentimental, el futbolista Federico Castaños, pero la relación no sería duradera y terminaría al poco tiempo.
A partir de ese momento se inicia un declive en su vida, en el que comienza a alejarse progresivamente del mundo audiovisual; las depresiones que sufría se agudizaron y se descubriría más tarde que Sonia Martínez padecía una adicción a la heroína.

### El final
Después de su boda con José Manuel Padilla Bravo, también drogadicto pero que conseguiría rehabilitarse, inició tratamientos de desintoxicación pero sin grandes resultados. Permaneció internada en un Centro de la Asociación para la rehabilitación de toxicómanos El Patriarca en la localidad madrileña de San Martín de Valdeiglesias. En 1990 le comunicaron que era portadora del VIH, quedándose más tarde embarazada y dando a luz el 9 de febrero de 1991 a su hija Yaiza, que pronto fue internada en un centro de menores de la Comunidad de Madrid y más tarde adoptó el nombre de Hugo Padilla Martínez tras su transición de género.
Hubo iniciativas, como la del músico José María Cano, que surgieron para lograr rehabilitarla con tratamientos más fiables. En 1994 Sonia interpretó su último papel cinematográfico en la película Dame fuego, de Héctor Carré, pero su salud se hallaba ya muy deteriorada y finalmente falleció, a causa del SIDA, el 4 de septiembre de 1994 en la madrileña Clínica de la La Concepción a consecuencia de un fallo multiorgánico provocado por dicha enfermedad. Fue enterrada junto a su madre en el cementerio de Fuencarral en Madrid.
En julio del año 2003, el Tribunal Supremo condenó a varias personas, parte de ellas relacionadas con el mundo de la prensa del corazón, por publicar, tras la muerte de Sonia, un reportaje en el que se vulneraban los derechos de intimidad de su hijo. La sentencia manifestaba que el reportaje se había realizado «de forma arbitraria, abusiva, y acomodada al interés morboso de ciertos lectores».
En el año 2007, durante el Día Mundial contra las Drogas, José María Cano, reconvertido ya entonces de músico a pintor, presentó un retrato de Sonia durante un acto de la FAD con el objetivo de donarlo y ser sometido a subasta para beneficio de la Fundación. El cuadro en honor a Sonia Martínez lleva como título Take a Walk on the Wild Side en referencia a la canción «Walk on the Wild Side» del artista Lou Reed y como otros de su autor, se basa en la reproducción a gran escala de un titular periodístico. En 2024 se anunció que TVE preparaba un documental sobre la vida de Sonia.

El Universo carece de sentido. Un ejemplo escogido al azar: Llegar a producir una sonrisa como la de Sonia Martínez, para después destruirla y hacerla desaparecer en la eternidad hecha de nada. ¿Para qué sirve semejante alarde de complejidad, y al mismo tiempo de crueldad? Entiéndase lo de crueldad desde el punto de vista de nuestros sentimientos, ya que el Universo es indiferente a ellos. Otro ejemplo de absurdo es recordar, sabiendo de antemano que todo será olvidado antes o después. Sabiendo que ninguna información sobrevivirá, que nada escapará a la eternidad hecha de nada. Absurdo e ilusorio, pero tal vez terapéutico. Quizás el último recurso desesperado del nihilista para no volverse loco. Así que ahí queda mi recuerdo.
Anónimo

En diciembre de 2024 se estrenó en La 2 de TVE el documental La última noche de Sonia Martínez, en el que se hace un repaso a su trayectoria, que contó con el testimonio, entre otros, de su hijo Hugo y de su hermana Irene,  así como de compañeros de profesión, como José Carabias, con el que compartió el plató de Dabadabadá.

## Trabajos destacados

### Trabajos en Televisión
- 3, 2, 1... contacto (1982).
- Dabadabadá (1983-1984).
- Segunda enseñanza (1986).
- En la naturaleza (1986).

### Filmografía
| Año  | Título                 | Personaje                | Dirección               |
| ---- | ---------------------- | ------------------------ | ----------------------- |
| 1984 | Epílogo                | Estudiante de Literatura | Gonzalo Suárez          |
| 1984 | Violines y trompetas   | María                    | Rafael Romero Marchent  |
| 1985 | El rollo de septiembre | Sonia                    | Mariano Ozores          |
| 1985 | Perras callejeras      | Berta                    | José Antonio de la Loma |
| 1987 | Los invitados          | Beatriz                  | Víctor Barrera          |
| 1994 | Dame fuego             | Doncella                 | Héctor Carré            |